# Uncharted Channels
Uncharted Channels is een Amerikaanse dramafilm uit 1920 onder regie van Henry King.

## Verhaal
De rijke vader van Timothy Webb maakt bezwaar tegen de lichtvaardige levensstijl van zijn zoon en hij schrapt hem uit zijn testament. Hij moet als loodgieter aan de slag in de fabriek, die zijn vader heeft nagelaten aan zijn oom. Timothy ontdekt dat de rode kuiper Nicholas Schonn met hulp van de feministe Elsa Smolski oproer kraait onder het werkvolk. Hij doet zich voor als bolsjewiek en kan aldus hun plan fnuiken om de rijke Sylvia Kingston 50.000 dollar af te troggelen. Timothy en Sylvia worden verliefd en zij schenkt hem het geld om daarmee de fabriek van zijn vader op te kopen.

## Rolverdeling
| Acteur           | Personage        |
| ---------------- | ---------------- |
| H.B. Warner      | Timothy Webb jr. |
| Kathryn Adams    | Sylvia Kingston  |
| Sam De Grasse    | Nicholas Schonn  |
| Evelyn Selbie    | Elsa Smolski     |
| William Elmer    | Jim Baker        |
| Percy Challenger | Roger Webb       |
| Thomas Persse    | Peter Hines      |
| J.P. Lockney     | Thomas Empey     |